# Benson Taylor
Benson Taylor, nato Mark Davison (Bradford, 10 settembre 1983), è un compositore e produttore discografico inglese. Membro della Royal Society of Arts è anche musicista di musica elettronica e filantropo ed è conosciuto per la produzione di musica da film. Il suo stile musicale ha un’influenza britannica; spesso lavora su colonne sonore classiche combinandole all’elettronica e ad altri generi musicali.
Taylor ha vinto il premio "Best Original Music" al Monaco International Film Festival 2014. Nel 2018, ha arrangiato e prodotto la musica per l'adattamento del thriller di Mathew Cullen dal romanzo di Martin Amis, London Fields, che ha come protagonisti Billy Bob Thornton, Amber Heard, Cara Delevingne, Theo James e Johnny Depp.
Nel 2021, Taylor ha scritto la colonna sonora del film Hollywood Chick Fight, con Alec Baldwin, Bella Thorne e Malin Åkerman.
A novembre 2016, Taylor ha ricevuto la laurea honoris causa per il supporto a cause umanitarie e alla musica.
Nel 2017 ha fondato A Remarkable Idea, una sub label della Universal Music, con sede a Santa Monica in California. Taylor ha collaborato con diversi artisti per questa label tra cui Maxïmo Park e Kele Okereke, Bloc Party, Pulled Apart by Horses, Robot Koch, Lack of Afro, il vincitore di MOBO Kairos 4Tet, Benoît Pioulard, Bo Ningen, Menace Beach e The Hallé Orchestra.
Taylor è ambasciatore di buona volontà per l'agenzia di aiuti del Regno Unito CAFOD, che fa parte di Caritas internationalis, e ambasciatore di buona volontà per il Cambodian Children Trust. È patrono dell'associazione benefica britannica Music and the Deaf. Nel 2016, è stato nominato primo ambasciatore del conservatorio di musica Leeds College of Music nel Regno Unito.

## Vita e carriera
Nato a Brontë Country, Bradford, ha frequentato la Bradford Grammar School nel Regno Unito, Taylor in seguito ha studiato composizione presso la University of California a Los Angeles (UCLA). Nel 2009, terminata l'UCLA, il compositore americano Mark Mancina è stato suo mentore, inoltre Taylor ha studiato privatamente con l'orchestratore Hummie Mann.
Ha iniziato a scrivere musica in giovane età, mentre lavorava come produttore radiofonico e prima ancora nella catena di supermercati britannici Morrison's. Successivamente ha aperto uno studio in Inghilterra e da allora ha scritto colonne sonore per programmi televisivi trasmessi in tutto il mondo, tra cui Brooklyn Rules, Two and a Half Men, 30 Rock, 90210 e The Big Bang Theory, oltre a produrre musica per il Super Bowl tra il 2010 e il 2014. La musica di Taylor è stata ampiamente utilizzata nelle campagne pubblicitarie internazionali, tra cui Nissan nel 2017, McDonald's nel 2018, la campagna di Jose Cuervo nel 2015 e una collaborazione nel 2011 con CeeLo Green per l'Ente per il turismo di Las Vegas (Las Vegas Tourist Board).
Nel 2011, Taylor ha fatto il suo debutto teatrale nel West End di Londra, co-componendo la musica elettronica dell'opera teatrale Many Moons per la produzione di Derek Bond.
Nel giugno 2013, la casa editrice musicale Fairwood Music annunciò di aver aggiunto Taylor al suo elenco di artisti che includeva David Bowie, U2, Cat Stevens, The Average White Band, Bob Marley e J.J. Cale. Taylor ha dichiarato alla rivista britannica Music Week: "Sono estremamente onorato di unirmi al loro roster, in cui sono presenti alcuni dei talenti più conosciuti al mondo. Spero che questo possa 
avere un’influenza su di me!"
Nel 2016, Taylor ha prodotto colonne sonore per talk show statunitensi, tra cui Late Night With Seth Meyers e Jimmy Kimmel Live. Ha collaborato per due volte alle musiche della serie prodotta da Netflix, Orange Is the New Black. La musica di Taylor è apparsa anche nella sesta serie di Justified, la prima serie di Le regole del delitto perfetto, la seconda serie di Ray Donovan e quella di The Kroll Show nel 2015.
Nel 2015 Taylor ha realizzato e prodotto la musica per il thriller di Mathew Cullen, London Fields, con Billy Bob Thornton, Theo James, Cara Delevingne, Amber Heard e Johnny Depp. A causa di problemi legali tra il regista e i produttori, il film non è uscito fino a settembre 2018, tre anni dopo che Taylor aveva finito la colonna sonora. Oltre a scrivere la colonna sonora, Taylor ha collaborato con Toydrum e Bat for Lashes per alla cover di "Walkin 'After Midnight" di Patsy Cline, e anche con James Bagshaw della band britannica Temples con How Do You Sleep? dall'album Imagine di John Lennon, entrambi i brani sono stati registrati appositamente per il film.
Nel mese di novembre 2014, Taylor è stato un Gran Giurato al Tallinn Black Nights Film Festival con il regista Tomasz Wasilewski.
Taylor è un membro della British Academy of Songwriters, Composers and Author. È stato designato come "New Sound of Hollywood" dalla rivista MovieScope nel suo 24° numero del 2011.

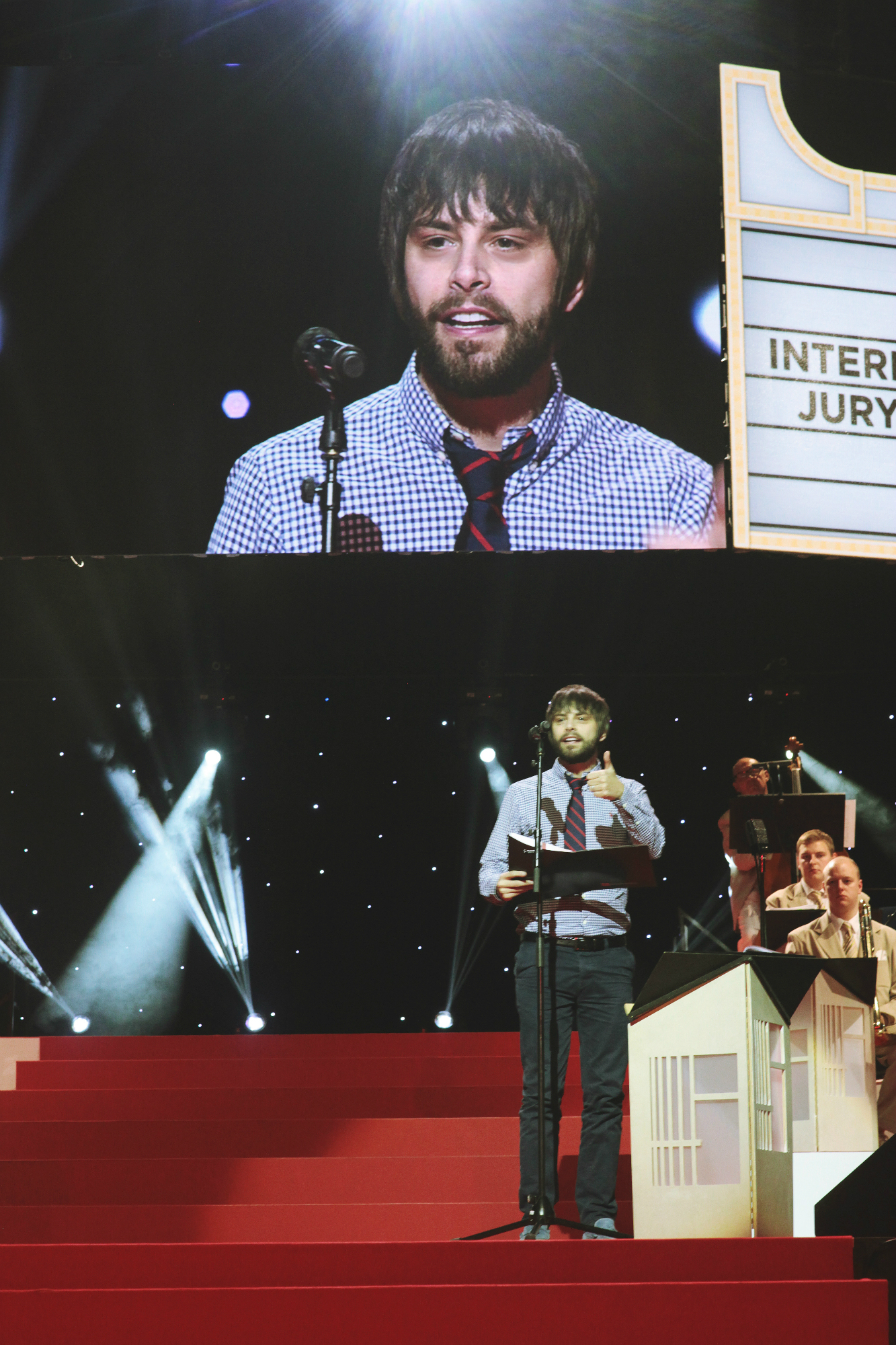
Taylor presenta il "Miglior attore" a Eddie Redmayne al Pöff di Tallinn nel 2014.

È un DJ ospite su NTS Radio.

## Iniziative imprenditoriali
Nel 2017, Taylor ha fondato A Remarkable Idea, una label musicale con sede a Santa Monica a Los Angeles e a Londra. L'etichetta produce musica per film, televisione e videogiochi. Per A Remarkable Idea Taylor ha collaborato con artisti come Maxïmo Park e Kele Okereke, Bloc Party, Pulled Apart by Horses, Robot Koch, Lack of Afro, Kairos 4Tet, Bo Ningen, Benoît Pioulard e The Hallé orchestra. Precedentemente Taylor gestiva la sua etichetta, Insidious Music, che, dopo essere stata venduta, ora è stata chiusa.
L'etichetta ha concesso in licenza musica a programmi televisivi come Grey's Anatomy, House, Revenge, Unusual Suspects, Breaking Bad, Masterchef, Gordon Ramsay's Kitchen Nightmares, White Collar, The Oprah Winfrey Show, 24 e NFL su Fox.
Nel marzo 2014, attraverso la sua casa editrice, Taylor ha concesso in licenza un ampio catalogo di opere musicali in collaborazione con CueSongs di Peter Gabriel e una sussidiaria più piccola del catalogo per l'emittente nazionale giapponese Nippon Hōsō Kyōkai. Taylor ha dichiarato in un'intervista con WQXR-FM che era sua intenzione far crescere il catalogo e sviluppare ulteriormente collaborazioni con artisti di tutto il mondo, in particolare in Medio ed Estremo Oriente
Registra spesso con l'orchestra britannica, The Hallé, e si esibiscono regolarmente con i suoi lavori in concerto. Nell’ambito delle sue registrazioni commerciali nel 2015 ha sviluppato un programma di istruzione a breve termine per studenti.

## Vita personale
Taylor si divide tra Toscana, Yorkshire nella Inghilterra, New York e Los Angeles. È sposato e ha due figli, che hanno la doppia cittadinanza sia del Regno Unito che dell'Italia.
Il suo terzo bisnonno era George Davison, che era anche lo zio materno di John D. Rockefeller.
È cattolico romano.

## Lavoro umanitario e attivismo
Taylor sostiene diverse organizzazioni benefiche in tutto il mondo, tra questi l’associazione benefica per i senzatetto Emmaus UK a Bradford, in Inghilterra, di cui è stato anche uno dei membri del comitato fondatore. È anche ambasciatore di buona volontà per Cambodian Children's Trust a Battambang, che lavora per liberare i bambini dalla grave povertà e insieme al governo cambogiano per porre fine al turismo delle adozioni. Taylor è il patrono dell'associazione benefica Music and the Deaf con sede in Gran Bretagna.

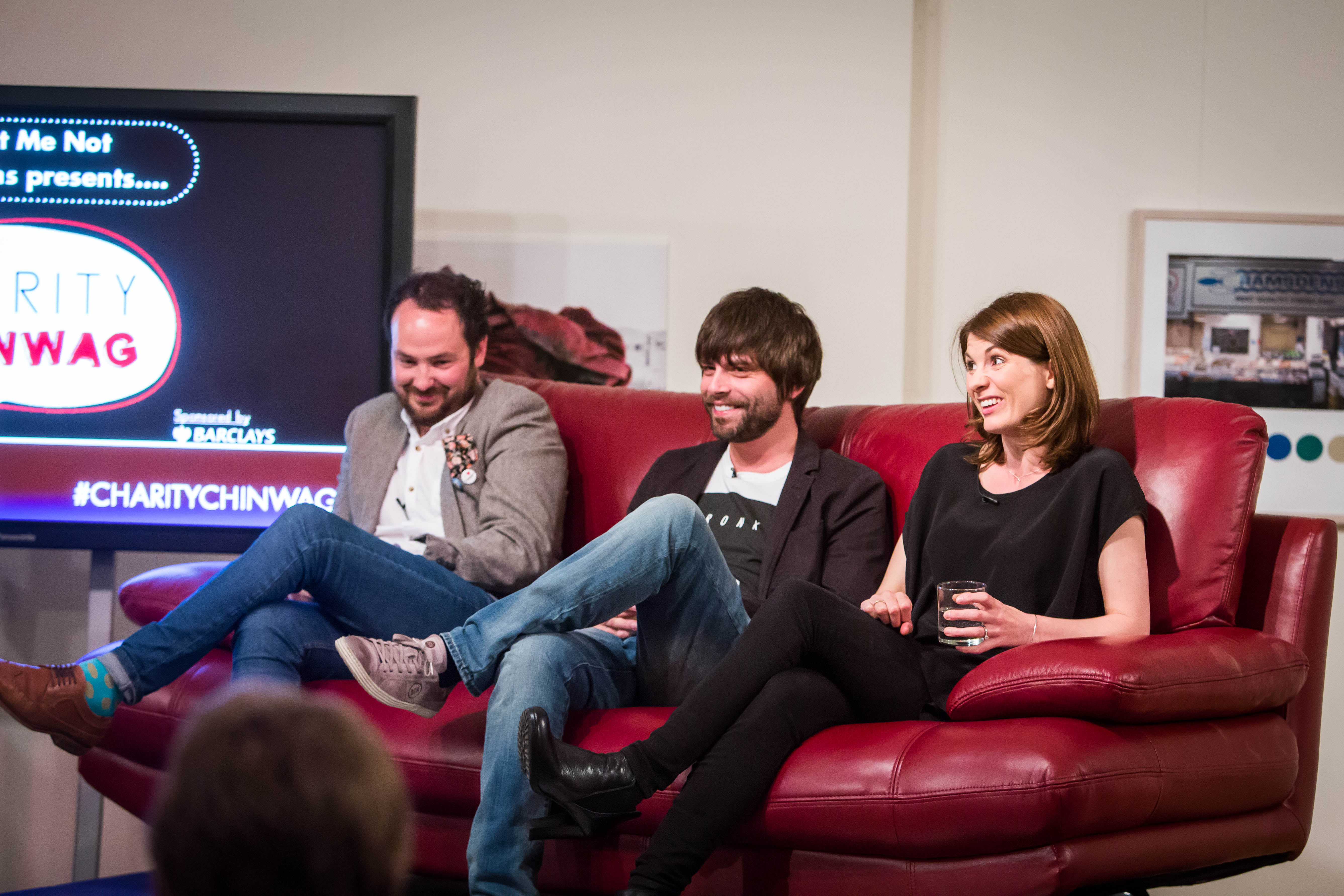
Taylor intervistato dalla giornalista Nina Hossain con la star del reality TV Matthew Burton e l'attrice di Doctor Who Jodie Whittaker, presso una raccolta fondi di beneficenza per bambini nel 2014..

Nel 2017 insieme a Patrick Stewart, Lena Headey e Jodie Whittaker, Taylor ha preso parte a una mostra fotografica a Huddersfield per sensibilizzare al degrado dei servizi presso la Royal Infirmary di Huddersfield. Ha parlato della nascita dei suoi figli lì.
Taylor è noto sostenitore della ONG Medici senza frontiere e dell'United Nations Refugee Agency, produce musica per sostenere le loro campagne di sensibilizzazione. Ha lavorato a fianco del Programma alimentare globale (World Food Programme) per diversi anni promuovendo la Fame zero in Siria, Libano, Giordania, Cambogia e nel continente africano. Nel giugno 2018 si è recato presso il campo dei rifugiati Bidi Bidi in Uganda con il WFP per sensibilizzare alla Giornata mondiale del rifugiato. Mentre era in Uganda, ha lavorato a fianco di musicisti rifugiati del Sudan meridionale.

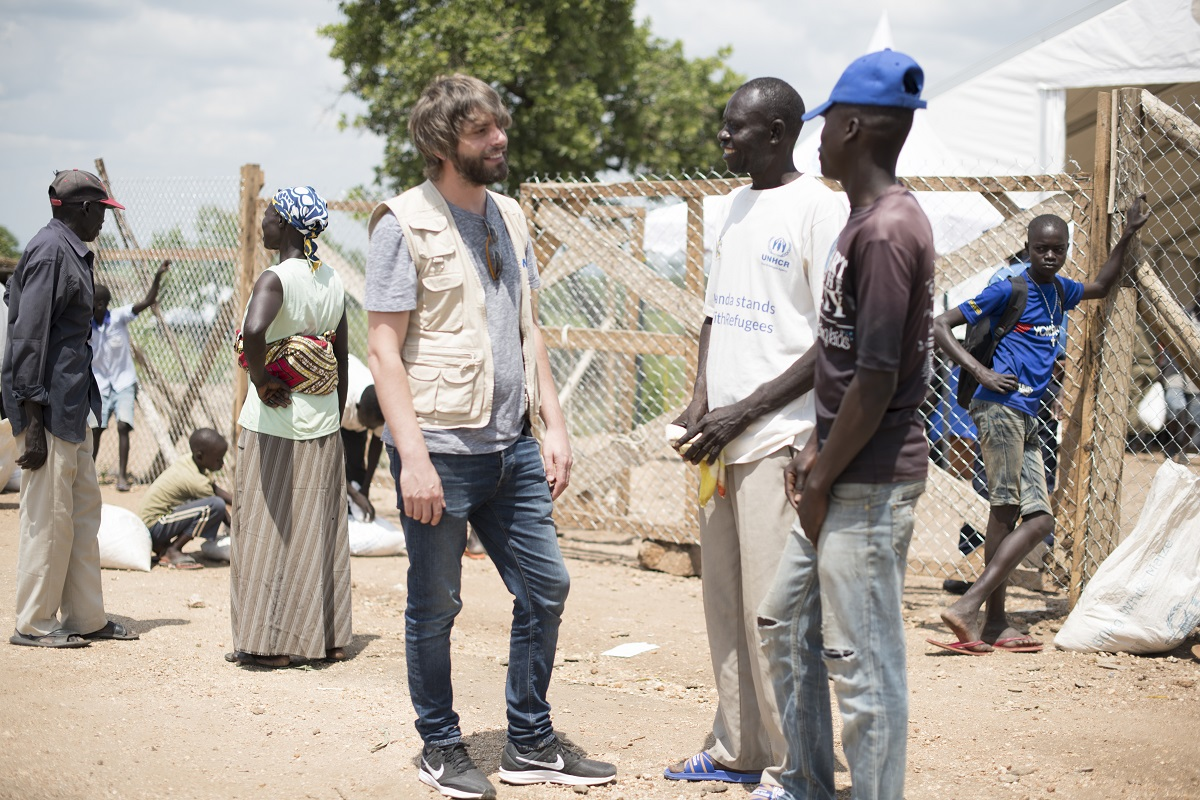
Taylor parla con i rifugiati sudanesi presso il campo dei rifugiati Bidi Bidi in Uganda nel Programma alimentare mondiale delle Nazioni Unite.

È ambasciatore dell'agenzia internazionale di aiuti alla chiesa cattolica, CAFOD, che lavora per sensibilizzare il mondo a combattere la povertà e l'ingiustizia nelle comunità in Africa, Asia e America Latina.
Nel 2016 è stato nominato primo ambasciatore del conservatorio di musica, il Leeds College of Music nel Regno Unito.
Il 26 giugno 2018, Alzheimer's Research UK ha realizzato un film educativo prodotto da Aardman Animations. Il film è stato narrato da Simon Pegg e la musica è stata prodotta da Taylor. È diventato virale la mattina dopo essere stato condiviso dall'attore Stephen Fry, ex primo ministro britannico, David Cameron, Jeff Bridges, Richard Branson, dal regista Ron Howard e dagli attori Andy Serkis e Bryan Cranston.

## Riconoscimenti e onori
Nel 2014, Taylor è diventato membro della Royal Society of Arts di Londra e nel novembre 2016 gli è stata assegnata la laurea honoris causa dall'Università di Bradford per i suoi servizi alle le cause umanitarie.

## Opere musicali

### Colonne sonore
| Anno | Titolo                   | Ruolo       | Regista          | Produzione                                   |
| ---- | ------------------------ | ----------- | ---------------- | -------------------------------------------- |
| 2007 | Brooklyn Rules           | Compositore | Michael Corrente | Southpaw Entertainment The Weinstein Company |
| 2009 | Hellbilly 58             | Compositore | Russ Diaper      | Sledge Films                                 |
| 2010 | Cocaine Saints           | Compositore | Matt Reiker      | Reiker Respect Entertainment Miramax         |
| 2014 | Fear of Water            | Compositore | Kate Lane        | KL Dream Pictures M4West Media               |
| 2014 | Dark House               | Compositore | Victor Salva     | Charles Agron Productions Paladin            |
| 2014 | The Perfect Dictatorship | Compositore | Luis Estrada     | Bandidos Films                               |
| 2018 | London Fields            | Compositore | Mathew Cullen    | Chris Hanley Lionsgate                       |
| 2020 | You See Me               | Composer    | Gray Hughes      | Ridley Scott Scott Free Productions          |
| 2021 | Chick Fight              | Compositore | Paul Leyden      | Yale Productions Idiot Savant Pictures       |

### colonne sonore TV recenti
| Anno | Titolo                      | Ruolo                             | Regista         | Produzione                                              |
| ---- | --------------------------- | --------------------------------- | --------------- | ------------------------------------------------------- |
| 2013 | The Big Bang Theory         | Compositore                       | Mark Cendrowski | Chuck Lorre Productions Warner Bros. Television         |
| 2013 | Super Bowl XLVII            | Compositore                       | Mike Arnold     | CBS Sports                                              |
| 2013 | Orange Is the New Black     | Compositore                       | Michael Trim    | Lionsgate Television Tilted Productions                 |
| 2014 | Super Bowl XLVIII           | Compositore                       | Hamish Hamilton | Fox Sports                                              |
| 2014 | Justified                   | Compositore                       | Tucker Gates    | The Mark Gordon Company                                 |
| 2014 | Ray Donovan                 | Compositore                       | Michael Dinner  | FX Productions Timberman-Beverly Productions Nemo Films |
| 2014 | How to Get Away with Murder | Compositore                       | Laura Innes     | ShondaLand ABC Studios                                  |
| 2015 | Kroll Show                  | Compositore                       | Jonathan Krisel | Good At Bizness Inc.                                    |
| 2016 | Luke Cage                   | Compositore                       | Paul McGuigan   | Netflix Marvel Television                               |
| 2017 | Grey's Anatomy              | Compositore                       | Geary McLeod    | ShondaLand                                              |
| 2017 | Suits                       | Compositore                       | Maurice Marable | NBCUniversal                                            |
| 2017 | Young Sheldon               | Compositore                       | Michael Zinberg | Chuck Lorre Productions Warner Bros. Television         |
| 2018 | 13 Reasons Why              | Compositore                       | Michael Morris  | Paramount Television Netflix                            |
| 2018 | Maniac                      | Compositore                       | Cary Fukunaga   | Anonymous Content Netflix                               |
| 2019 | Succession                  | Compositore                       | Kevin Bray      | Warner Bros. Television                                 |
| 2019 | Broad City                  | Compositore                       | Abbi Jacobson   | Paper Kite Productions Comedy Partners                  |
| 2019 | 1994                        | Compositore "Question Everything" | Stefano Accorsi | Sky Italia                                              |
| 2021 | Uno di noi sta mentendo     | Compositore "If I Could"          | Sophia Takal    | Universal Content Productions                           |

### Video games
| Anno    | Titolo                | Ruolo       | Produzione                      |
| ------- | --------------------- | ----------- | ------------------------------- |
| 2009/10 | CSI: Deadly Intent    | Compositore | CBS Television Network Ubi Soft |
| 2009    | Football Manager 2010 | Compositore | Sports Interactive Sega         |

## Premi e riconoscimenti
Nel novembre 2016 Kate Swann ha assegnato a Taylor la laurea honoris causa all'Università di Bradford per il suo contributo alla musica e alle cause umanitarie.
Nel 2015 Taylor è stato onorato con la Fellowship of the Royal Society of Arts.
Ha vinto il premio per migliore musica originale (Best Original Music) per la sua colonna sonora per Fear Of Water al Monaco International Film Festival del 2014, a capo della giuria il regista Roland Joffé.
| Anno | Film          | Categoria                                      | Festival/Evento                    | Risultato |
| ---- | ------------- | ---------------------------------------------- | ---------------------------------- | --------- |
| 2014 | Fear of Water | Miglior musica originale (Best Original Music) | Monaco International Film Festival | Vincitore |